# پورونگ ری
پورونگ ری (به لاتین: Porong Ri) یک کوه در چین است که در منطقه خودمختار تبت واقع شده‌است. پورونگ ری ۷٬۲۹۲ متر بالاتر از سطح دریا واقع شده‌است.